# Lesotho Defence Force FC
O Lesotho Defence Force FC é um clube de futebol com sede em Maseru, Lesoto. A equipe compete na Lesotho Premier League.

## História
O clube foi fundado como Royal Lesotho Defence Force.

## Títulos
Lesotho Premier League (8): 1987, 1990, 1994, 1997, 1998, 1999, 2001 e 2004.